# Koike Babā
Koike Babā  (?, Koike Babā) è una creatura mitologica del folclore giapponese, dall'aspetto di un grosso gatto.

## Descrizione
La Koike Babā, rappresentata come una grossa gatta anziana con una o più code, è una bakeneko o più specificatamente una nekomusume (猫娘? "donna gatto"), ovvero una yōkai, un genere di creature soprannaturali della mitologia giapponese, evolutasi da un gatto ed in possesso di abilità metamorfiche simili a quelle di kitsune e tanuki.

## La leggenda
La leggenda narra che a Matsue, nella provincia di Unshū (antico nome di una regione dell'attuale Shimane), che ad un uomo che svolgeva la mansione di waraji tori (portatore di sandali, una delle mansioni più umili della società giapponese) presso la famiglia bushi Koike fu concesso come giorno di riposo capodanno. Questi ne approfittò per tornare alla casa paterna, presso Koshibara.
Dato che però il suo padrone doveva recarsi presso il castello del daimyō il giorno seguente, fu costretto, per tornare alla dimora del suo padrone in tempo, ad intramprendere il viaggio di ritorno prima dell'alba. Sulla via del ritorno passò presso l'Hinoki Yama, un monte sempre avvolto dall'oscurità.
Presso questo rilievo fu attaccato ed inseguito da numerosissimi lupi, che lo costrinsero a cercare rifugio su un alto albero.
I lupi, non dandosi per vinti, iniziarono ad arrampicarsi uno sull'altro, in modo da poter raggiungere lo sventurato waraji tori. Per fortuna dell'uomo mancava ancora un lupo per raggiungerlo. Con sua sorpresa il lupo che era giunto più in alto ululò con voce umana: "Chiamate Koike Babā!".
Poco dopo arrivò una grande gatta che agilmente iniziò a scalare le belve per raggiungere l'uomo. Questi però sguainò la spada che portava sulla schiena e la colpì alla fronte. Il colpo risuonò inaspettatamente metallico. Immediatamente dopo il gesto dell'uomo, i lupi e la gatta, ferita, scomparvero rapidamente.
L'uomo pur sentendosi più tranquillo, volle aspettare che giungesse l'alba prima di scendere dall'albero. Ai piedi della pianta trovò un coperchio di un bollitore di ghisa del tè che riconobbe come quello che il suo padrone utilizzava ogni giorno. Trovando molto strana la cosa decise di metterselo in tasca e portarlo alla residenza dei Koike.
Arrivato alla meta trovò che gli abitanti della casa erano in preda all'agitazione perché la madre del padrone era gravemente ferita alla fronte ed inoltre era scomparso il coperchio della teiera, che tutti cercavano con ansia. Il waraji tori si recò immediatamente presso il suo padrone per raccontargli ciò che nella notte gli era accaduto e per consegliargli il coperchio. Udito ciò il samurai si recò nella stanza della madre che trovò nascosta nel futon urlante con voce non umana. Decise così di trapassare il materasso con la sua spada: aperto il futon, invece dell'anziana madre trovò la stessa grande ed anziana gatta che nella notte stava per aggredire il suo servitore.